# Gegen die Brandung
Gegen die Brandung ist ein britischer Film von Regisseur Carl Prechezer aus dem Jahr 1995.

## Handlung
Der Surfer JC und seine Freundin Chloe leben in einer Kleinstadt in Cornwall. Sie planen die Eröffnung eines Cafés. JC wird von seinen Londoner Freunden Dean Raymond, Josh Tambini und Terry Colcott besucht. Raymond ist ein Drogendealer, Tambini ist ein Musikproduzent. Die Männer haben eine größere Menge Drogen dabei. Wie Chloe es befürchtet, wollen die Besucher, dass JC wieder bei der alten Clique dabei ist und bei ihrem Zeitvertreib mitmacht. Chloe streitet mit ihrem Freund, als er einen wichtigen Termin versäumt. Er entschuldigt sich bei ihr im Beisein seiner Freunde. Chloe fordert, dass JC um Vergebung bettelt, dann verzeiht sie ihm.

## Kritiken
„Kleine Komödie über die Schwierigkeiten des Erwachsenwerdens, die in der Figurencharakterisierung überzeugt, aber zu keiner schlüssigen Dramaturgie findet. Der nostalgisch verklärte Gegensatz von Rock'n'Roll und Tempo wirkt deplaziert und ist nicht frei von Ideologie.“

## Hintergrund
Die Komödie wurde in Cornwall gedreht. Sie startete in den britischen Kinos am 15. September 1995, in den deutschen Kinos am 6. Juni 1996.